# Умберто де Араужо Беневенуто
Умберто де Араужо Беневенуто (рођен 4. августа 1903, у Рио де Жанеиру, Бразил, - датум и место смрти нису познати) био је бразилски фудбалер; играо је као одбрамбени играч. Био је у репрезентацији Бразила на првом Светском првенству у фудбалу 1930. године у Уругвају.
Репрезентација Бразила је на Светском првенству 1930. победила Боливију са 4:0, али је изгубила од Југославије са резултатом 1:2.

## Титуле и награде

### Клуб
- Campeonato Carioca (3):

- Flamengo: 1925, 1927, 1932

## Напомена
Према неким изворима, Умберто де Араужо Беневенуто је умро 1.1.2000. године у својој 96. години живота, у Рио де Жанеиру.